# Meerssen
Meerssen (limb. Meersje) – miasto w gminie Meerssen, w południowej Holandii, w prowincji Limburgia. Inne lokalne nazwy to Marsna, Marsanam i Mersenam.

## Historia
W 870 w Meerssen został podpisany traktat pomiędzy Karolem II Łysym a Ludwikiem Niemieckim dotyczący sukcesji królestwa Lotara II.
W połowie X wieku alodium Meerssen było własnością królowej Gerbergy Saskiej, córki króla Henryka I Ptasznika, żony Ludwika IV Zamorskiego. W 968 roku przekazała ona Meerssen opactwu Świętego Remigiusza w Reims.

## Transport
W mieście znajduje się stacja kolejowa Meerssen.
Przez miasto przechodzą autostrady: A2, A79

## Sport
W mieście działa klub piłkarski SV Meerssen. Klub gra w tak zwanej Hoofdklasse, trzeciej z kolei i pierwszej amatorskiej lidze piłki nożnej w Holandii.

## Współpraca
Miejscowości partnerskie:
- Altea, Hiszpania
- Bad Kötzting, Niemcy
- Bellagio, Włochy
- Bundoran, Irlandia
- Chojna, Polska
- Granville, Francja
- Holstebro, Dania
- Houffalize, Belgia
- Judenburg, Austria
- Karkkila, Finlandia
- Kőszeg, Węgry
- Marsaskala, Malta
- Sherborne, Wielka Brytania
- Niederanven, Luksemburg
- Oxelösund, Szwecja
- Preny, Litwa
- Preweza, Grecja
- Sesimbra, Portugalia
- Türi, Estonia
- Sigulda, Łotwa
- Sušice, Czechy
- Zwoleń, Słowacja